# Gnoien
Gnoien est une petite ville allemande située dans le Mecklembourg-Poméranie-Occidentale. Elle se trouve à l'est de l'arrondissement de Rostock. Elle a fêté le 750e anniversaire de sa fondation en 2007. Elle a perdu près de 1 500 habitants depuis la réunification.

## Municipalité
Outre la petite ville de Gnoien, la municipalité comprend les villages suivants : Eischenhöm, Kranischshof, Warbelow et Dölitz.

## Personnalités liées à la ville
- Herbert Wilk (1905-1977), acteur né à Gnoien.

## Jumelages
- Wettringen (Allemagne) depuis 1991